# بوتریودون
بوتریودون (نام علمی: Bothriodon) نام یک سرده از تیره زغال‌ددان است.